# Scottish Division One 1928/1929
Třicátý devátý ročník Scottish Division One (1. skotské fotbalové ligy) se konal od 11. srpna 1928 do 27. dubna 1929.
Soutěže se zúčastnilo opět 20 klubů a vyhrál ji posedmnácté ve své historii a obhájce minulých dvou sezon Rangers FC, tím se vyrovnal Celticu v počtu titulů. Nejlepším střelcem se stal hráč Falkirk FC Evelyn Morrison, který vstřelil 43 branek.